# Pantanal

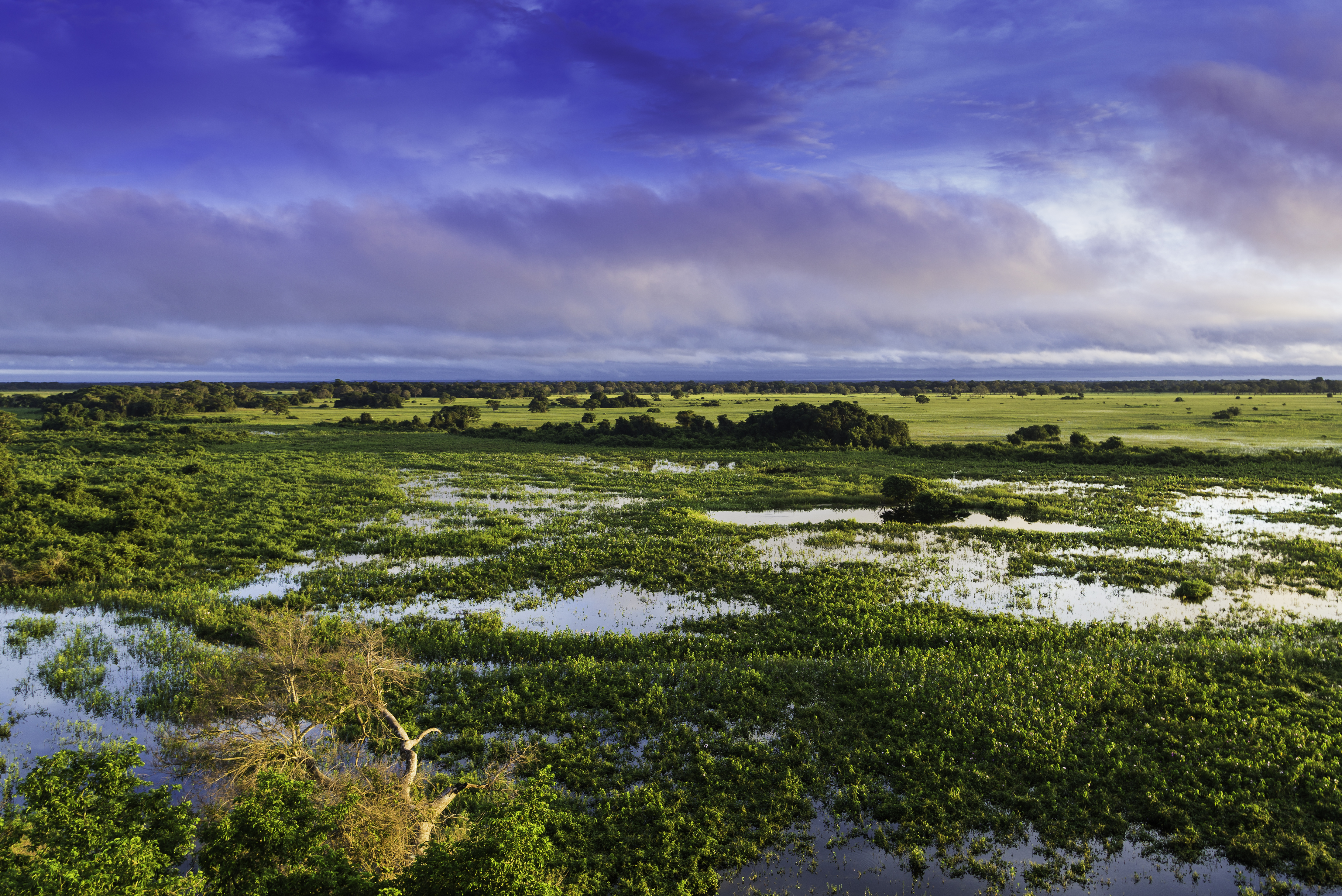
Pantanal

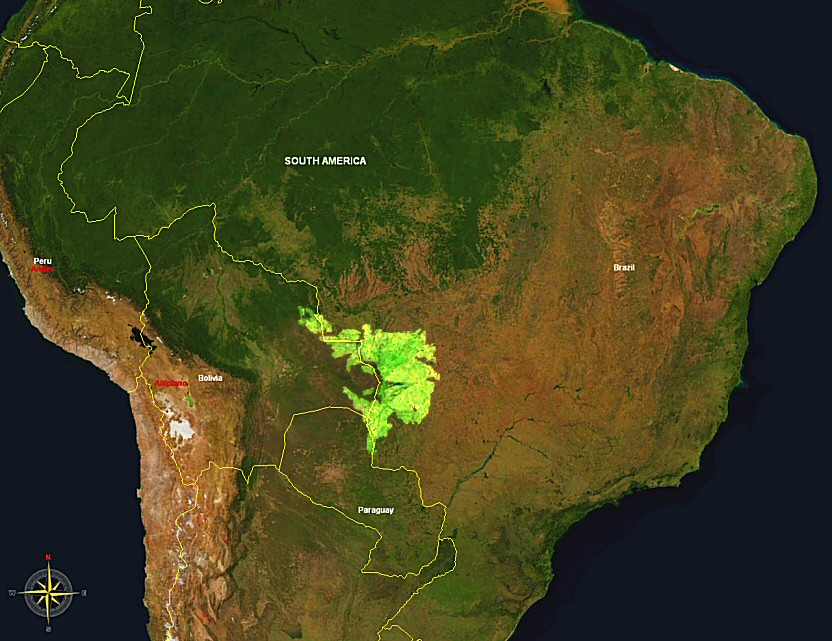
Pantanals läge i Brasilien, Paraguay och Bolivia.

Pantanal (portugisiskt uttal: [pɐ̃taˈnaw]) är ett enormt vidsträckt våtmarksområde som täcker delar av Brasilien, Paraguay och Bolivia. Med en areal på uppemot 200 000 km² under regnperioden är Pantanal världens största våtmark. Vegetationen domineras av gräsmark och savann som översvämmas av vatten som i huvudsak kommer från Paraguayfloden. Pantanal är därmed ett utmärkt exempel på ett ekosystem i översvämmad gräsmark och savann. 
Pantanal har fått en mycket liten uppmärksamhet jämfört med Amazonas. Förutom att området bidrar med sötvatten och grundvatten till närliggande områden har området en mycket stor biologisk mångfald. Här finns mer än 650 fågelarter och 250 fiskarter. Delar av Pantanal har blivit officiellt skyddat, såsom Pantanal Matogrossense nationalpark i Brasilien. Trots detta hotas Pantanal fortfarande av statens, jordägarnas och storföretagens exploateringsintressen.